# Holmes County, Florida
Holmes County är ett administrativt område i delstaten Florida, USA, med 19 927 invånare.  Den administrativa huvudorten (county seat) är Bonifay.

## Geografi
Enligt United States Census Bureau har countyt en total area på 1 266 km². 1 250 km² av den arean är land och 16 km² är vatten. 

### Angränsande countyn
- Geneva County, Alabama - nord
- Jackson County, Florida - öst
- Washington County, Florida - syd
- Walton County, Florida - väst